# チェスケー・ブジェヨヴィツェ・トロリーバス
チェスケー・ブジェヨヴィツェ・トロリーバス（チェコ語: Trolejbusová doprava v Českých Budějovicích）は、チェコの都市であるチェスケー・ブジェヨヴィツェ市内に存在するトロリーバス。2021年現在運行する路線は3代目にあたり、路線バスと共にチェスケー・ブジェヨヴィツェ市交通会社（Dopravní podnik města České Budějovice a.s.、DPMCB）によって運営されている。

## 歴史

### 初代
19世紀の終わりから20世紀にかけて、現在のチェコやスロバキアの多くの都市には電気を用いる公共交通機関が導入された。チェスケー・ブジェヨヴィツェにも1905年に路面電車（チェスケー・ブジェヨヴィツェ市電）が開通したが、当時のチェスケー・ブジェヨヴィツェ駅と聖オテリア墓地の間を延伸する際鉄道を横切る必要があり、平面交差の許可が下りなかった。そこで、線路を用いないトロリーバスを導入することが決定し、1909年10月27日から営業運転を開始した。2両が在籍した車両はドイツのダイムラー-ストール製で、集電装置として滑車を取り付けたケーブルが用いられた。しかし、第一次世界大戦の勃発に伴い施設を軍事目的に徴用する事が決定し、1914年8月1日にこの路線は廃止された。

### 2代目
最初のトロリーバスが廃止になって以降も路面電車は営業運転を続けたが、第二次世界大戦後は収容力や技術面において多くの課題が浮き彫りになった。そこで、路面電車路線をトロリーバスに置き換える事が決定し、1948年10月28日にチェスケー・ブジェヨヴィツェに再度トロリーバス路線が開通した。その後は路線網の拡張が続き、1960年時点で4系統（1 - 4号線）が存在したが、同年後半に当時のチェコスロバキア政府は同国の路面電車やトロリーバスを廃止する方針を決定し、それに従い1969年から路線網の廃止が断行された。最後まで残った3号線が廃止されたのは1971年9月23日で、それ以降長期に渡りチェスケー・ブジェヨヴィツェの公共交通機関の需要は路線バス等によって賄われる事となった。

### 3代目
1970年代に勃発した石油危機によって、チェコスロバキア政府は従来の方針を転換し、化石燃料の消費を抑制できる路面電車やトロリーバス網の導入を推進する事となった。それを受け、チェスケー・ブジェヨヴィツェでもトロリーバスを再々度導入する計画が始まった。この計画は原子力発電所の新設に合わせて1985年に具体化し、当初は原子力発電所や近隣の地域を含む大規模な路線網が計画されていたが、その後予算面から見直しが行われ、最終的にチェスケー・ブジェヨヴィツェ市内に路線網を敷設する事となった。変電所の建設や架線の敷設といった工事、車両の発注といった工程は1988年から遂行され、試運転を経て1991年5月12日に3代目となるトロリーバスの営業運転が開始された。
民主化やビロード離婚などの社会体制の変革による混乱の中でもトロリーバスは順次路線網を延伸しており、2012年までに現在の路線網が出来上がっている。車両については開業時から継続的に使用されているシュコダ15Trに代わり、2000年代以降はノンステップバスの導入が実施されている。

## 運行

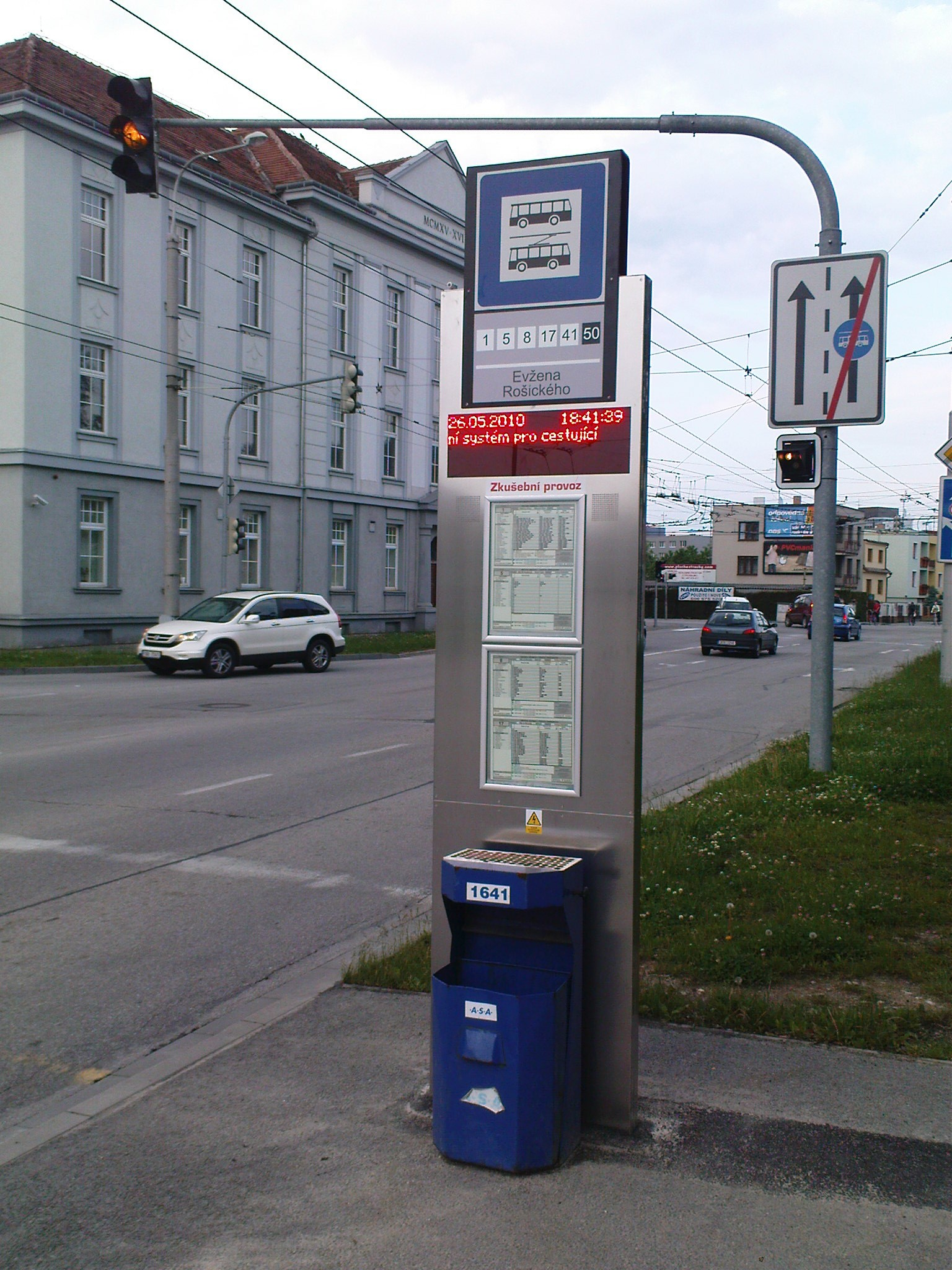
路線バスと共用するトロリーバスのバス停（2010年撮影）

2021年現在、チェスケー・ブジェヨヴィツェ市内には以下の8系統のトロリーバス路線が存在する。路線バスと共通の運賃は乗車時間によって変わり、60分間利用可能な乗車券は16コルナ、24時間利用可能な乗車券は50コルナで発売されている。
| 系統番号 | 起点                 | 終点                        | 備考     |
| -------- | -------------------- | --------------------------- | -------- |
| 2        | Borek, Točna         | Papírenská / Centrum Rožnov |          |
| 3        | Máj-Antonína Barcala | Nádraží                     |          |
| 4        | Nádraží              | Máj-M.Horákové              |          |
| 5        | Rožnov               | Máj-M.Horákové              |          |
| 8        | Máj-Antonína Barcala | Nemanice                    |          |
| 9        | České Vrbné          | Suché Vrbné                 |          |
| 53       | Máj, A. Barcala      | Centrum Rožnov              | 深夜バス |
| 59       | Vltava               | Suché Vrbné                 | 深夜バス |

## 車両
2021年現在、チェスケー・ブジェヨヴィツェのトロリーバスで使用されているのは以下の車両である。同年時点で全便とも連節バスで運行している。また、これらに加え2025年から2026年にかけてシュコダ33Trが35両導入される事になっており、旧型車両の置き換えが実施される。
| 形式                    | 形式                    | 両数 | 備考     |
| ----------------------- | ----------------------- | ---- | -------- |
| シュコダ15Tr            | シュコダ15Tr            | 2両  | 連節バス |
| シュコダ15Tr            | シュコダ15TrM           | 7両  | 連節バス |
| シュコダ25Tr イリスバス | シュコダ25Tr イリスバス | 30両 | 連節バス |
| シュコダ27Tr ソラリス   | シュコダ27Tr ソラリス   | 17両 | 連節バス |

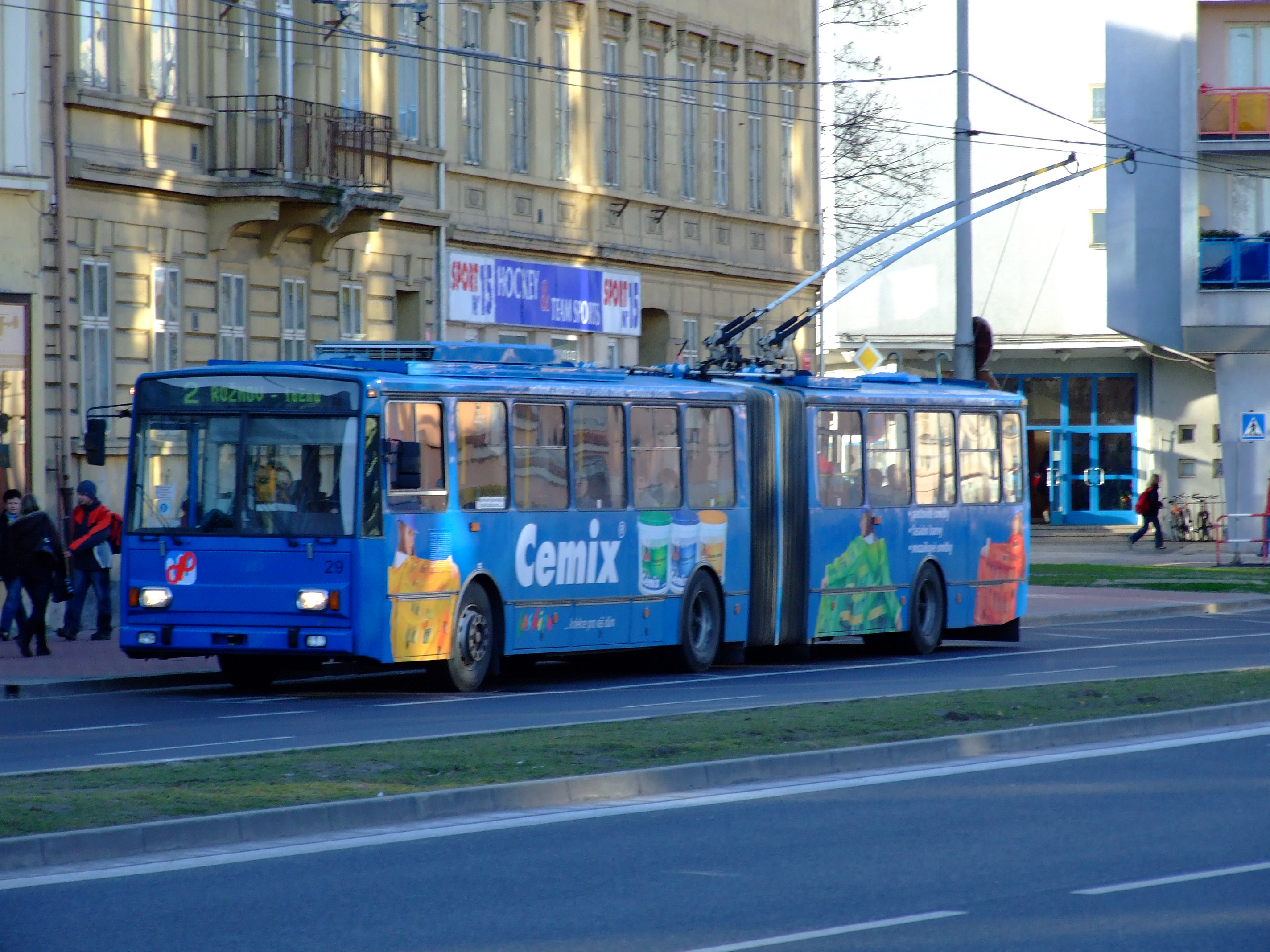
シュコダ15Tr（2008年撮影）
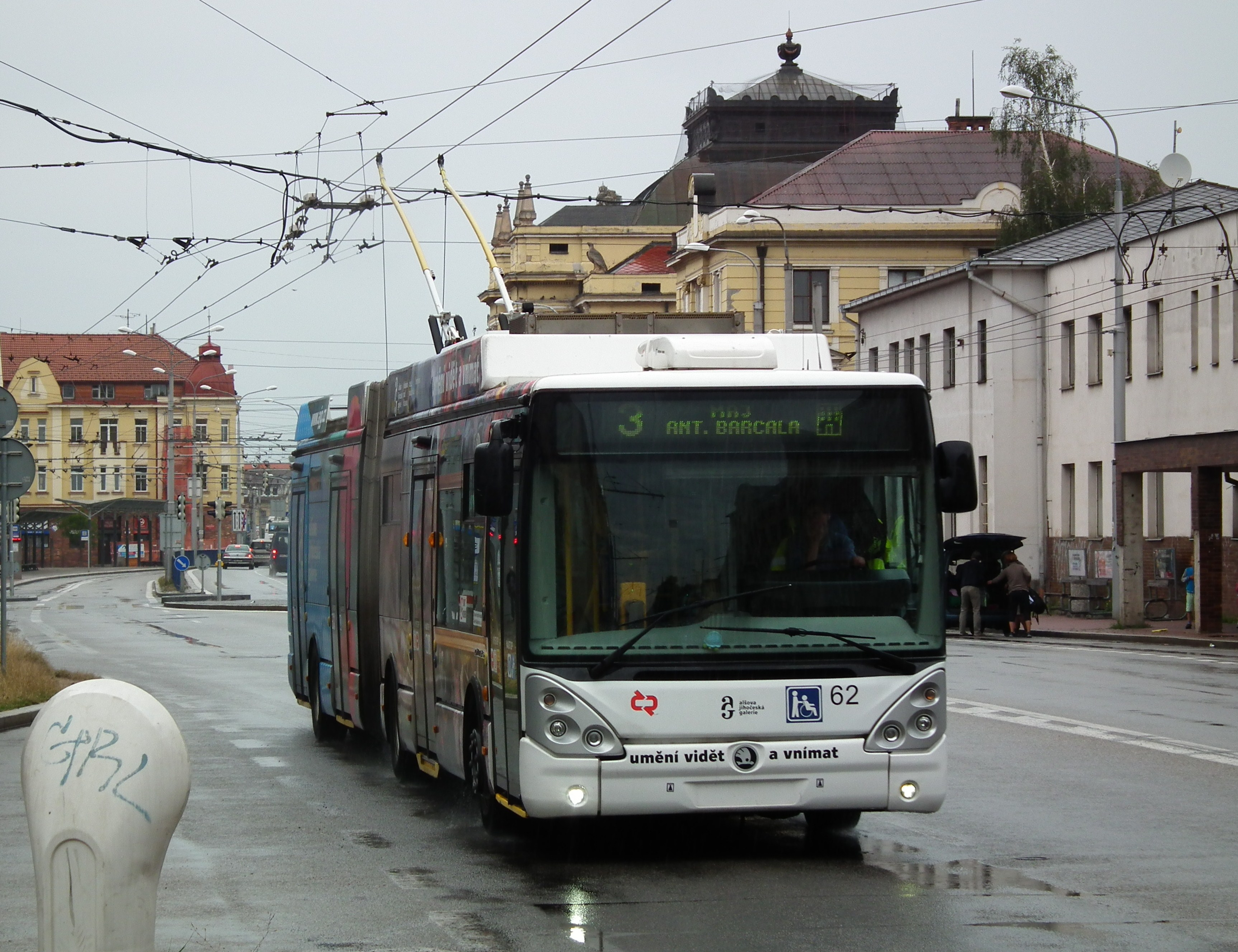
シュコダ25Tr イリスバス（2017年撮影）
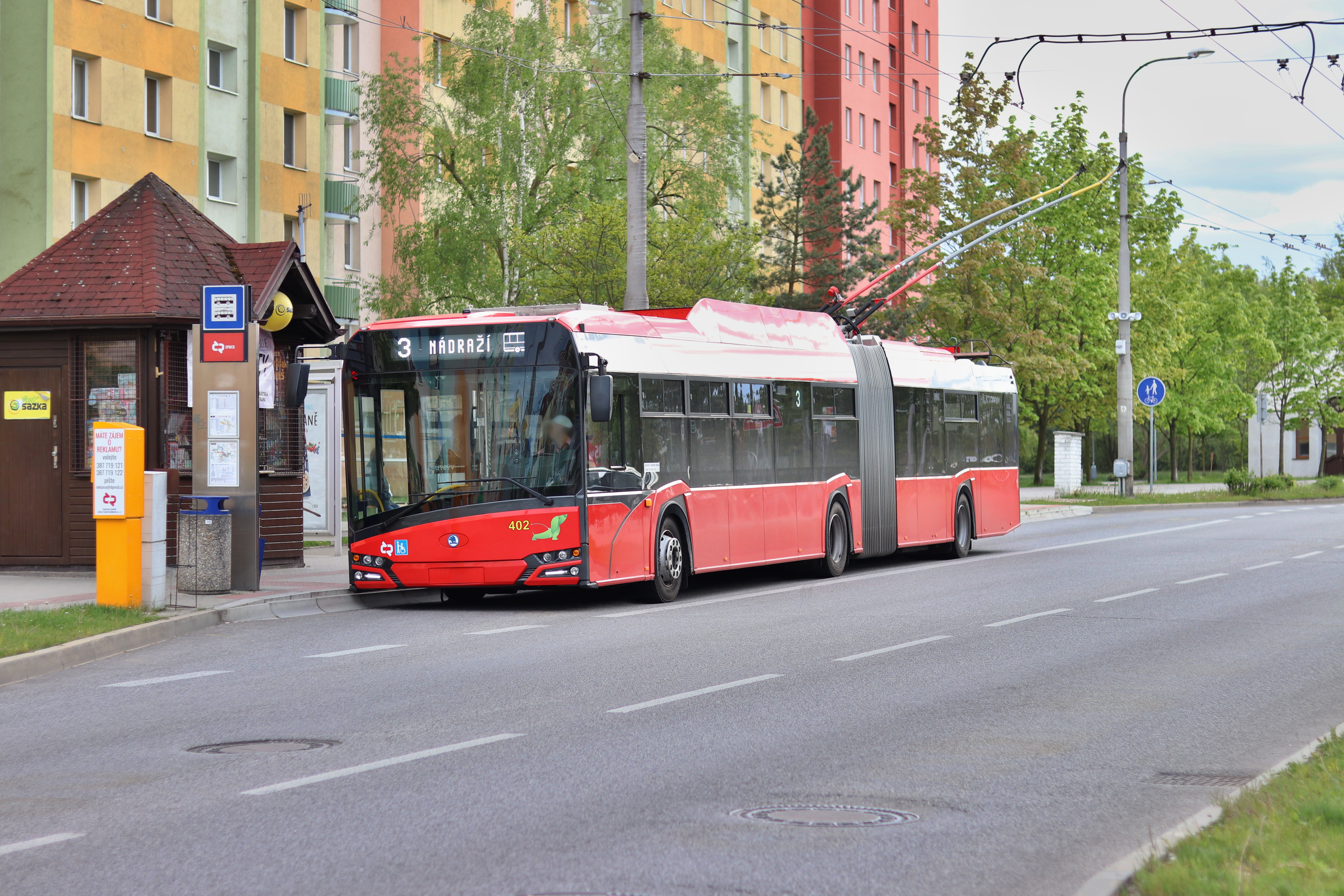
シュコダ27Tr ソラリス（2019年撮影）